# Üçağıl
Üçağıl ist ein Dorf im Landkreis Midyat der türkischen Provinz Mardin. Üçağıl liegt etwa 50 km nordöstlich der Provinzhauptstadt Mardin und 27 km westlich von Midyat. Üçağıl hatte laut der letzten Volkszählung 161 Einwohner (Stand Ende Dezember 2009).